# Pas d'avenir pour toi !
Pour les articles homonymes, voir No Future.
No Future for You  est le deuxième arc narratif du comic Buffy contre les vampires, saison huit.

## Résumé

### #06 - Pas d'avenir pour toi, partie 1
Faith opère désormais seule dans la ville de Cleveland, la deuxième bouche de l'enfer. Elle est contactée par Robin, qui dirige une équipe de tueuses. Apparemment ils ne seraient plus ensemble.
Wood a besoin d'elle pour s'occuper d'un cas délicat, une mère de 6 enfants est devenue vampire. Faith est envoyée pour "s'occuper" des enfants. Ils ont tous été transformés en vampire, et elle est contrainte de les éliminer un par un.
Faith s'étant échappée de prison, elle est recherchée par la police, elle a déjà tenter d'obtenir de faux passeports afin de quitter Cleveland pour prendre sa retraite.
Faith rentre chez elle où elle découvre Giles, qui a besoin de son aide : Une tueuse rebelle tout comme Faith, à la différence que celle-ci est consciente de ses actions et ne les regrette pas, et œuvre pour la fin du monde. Faith devra se rendre en Angleterre pour l'assassiner. En échange, le conseil des observateurs lui fournira tous les moyens pour commencer une nouvelle vie.
La tueuse en question est une duchesse, Geneviève qui s’entraîne à la chasse, bien que le gibier soit des jeunes filles. Cette fois-ci la jeune fille est elle aussi une tueuse, mais Geneviève la tue d'un simple revers de la main.
L’entraîneur de Geneviève est un sorcier irlandais qui porte la marque du coucher de soleil, qui fait appel à des démons pour se débarrasser du corps de la tueuse.
Pendant ce temps-là, Giles entraîne Faith. Elle va devoir tuer Geneviève lors d'une soirée donnée pour ses 19 ans. Pour cela, Faith doit apprendre les bonnes manières de la haute société.
Faith découvre le tatouage de Giles, la marque d'Eyghon. Elle comprend alors qu'elle n'est pas la seule à avoir été rebelle dans sa jeunesse...
Alex s’entraîne avec un punching ball, pour se prépare au lendemain, il doit faire équipe avec Renée, la tueuse qui a un faible pour lui.
Buffy lui parle d'un rêve qu'elle fait depuis une semaine : un démon la poursuit, elle tente de lui échapper, mais le démon l'attrape et lui dis « La reine est morte, vive la reine » avant de l'avaler.
Faith est prête pour sa mission, elle a enfilé une robe de bal et se présente devant Giles en lui demandant si ça lui va bien.
Il lui répond « cinq sur cinq »...

### #07 - Pas d'avenir pour toi, partie 2
Faith se remémore son combat avec Buffy lors de la cérémonie pendant qu'elle se rend à la soirée d'anniversaire de Lady Geneviève.
Elle est reliée à Giles grâce à un micro mais préfère agir toute seule et le jette.
Faith réussit à rentrer sans invitation en se faisant passer pour une riche petite fille prétentieuse.
Au moment de passer à l'acte, Faith hésite et remet ça à plus tard, ce qu'elle fait bien car Roden le sorcier la surveille avec ses deux gargouilles...
En Angleterre, Willow et Dawn discutent de Kenny, le miroir qui l'aurait fait grandir... Dawn ne comprend pas pourquoi tout le monde accuse son petit ami.
Faith est dehors en train de fumer quand Lady Geneviève la rejoint.
Elles commencent à se trouver des points communs et se lient d'amitié, mais les gargouilles interviennent et une bataille s'ensuit.
Faith réussit à les détruire en les faisant rentrer en collision, mais elle tombe dans les pommes juste après.
Elle se réveille dans une chambre où Lady Geneviève prend soin d'elle, alors que Roden se méfie d'elle.
Lady Geneviève explique qu'elle sera dans quelque temps la chef des tueuses, mais qu'avant ça, elle doit éliminer leur leader actuel, Buffy...

### #08 - Pas d'avenir pour toi, partie 3
Gigi (Lady Geneviève) explique à Faith que Buffy doit être assassinée. Pendant ce temps, Giles tente désespérément de venir en aide à Faith, mais un bouclier magique bloque l'accès à la propriété de Gigi, il fait donc appel à un ami gnome, Trafalgar.
Faith prend un bain avec Gigi et continue de se lier d'amitié.
Roden téléporte Buffy qui se fait immédiatement attaquer par Gigi.
Alors que Buffy a le dessus et s'apprête à tuer Gigi, Faith s'interpose.
Faith explique à Buffy toute l'histoire en lui disant que c'est Giles qui lui a confié cette mission, mais Buffy ne la croit pas et se bat avec elle.
Willow réussit à téléporter Buffy au QG.
Faith se retrouve alors seule pour affronter Gigi qui ne lui fait plus du tout confiance...

### #09 - Pas d'avenir pour toi, partie 4
Faith se souvient de sa relation avec le maire Wilkins et la compare à celle de Gigi, qui se fait manipuler par Roden. Roden ordonne justement à Gigi de tuer Faith en qui elle n'a plus confiance.
S'ensuit un rude combat dans lequel Gigi se fait tuer accidentellement.
Giles n'arrive toujours pas rejoindre Faith, le bouclier magique lui bloquant la route. C'est alors qui Buffy l'appelle pour lui demander des explications sur Faith. Giles lui fait comprendre qu'il ne veut pas la mêler à cette histoire, ce qui met un froid entre les deux.
Willow prend la suite de la communication afin d'aider Giles à retrouver Faith. Roden se confronte à Faith et lui propose de découvrir le twilight grâce à un livre. Elle refuse et Roden s'emplit de magie noire « à la dark willow » et immobilise Faith. Giles arrive pour lui porter secours, et grâce au livre de Roden, il lui fait exploser la tête.
Faith ayant réussi sa mission, elle se voit offrir son passeport, comme promis par Giles. Elle décide pourtant de rester avec lui pour faire équipe.
Sur une montagne, le twilight lui-même révèle et apprend que son but était d'en finir avec Gigi et Roden et que cette histoire n'a fait que servir ses intérêts, son but étant de détruire la magie. On apprend aussi qu'il a un espion infiltré dans les rangs de Buffy...

### #10 - Partout sauf ici, partie 5
Willow est en train de voler dans les airs avec Buffy sur son dos. Elles sont en chemin pour rendre visite à un démon qui pourrait les renseigner sur Crépuscule.
Elles jouent à anywhere but here, Buffy souhaitant être sur une plage déserte avec l'acteur Daniel Craig lui mettant de la crème solaire. Willow s'imagine coincé dans un chalet dans les Alpes en compagnie de l'actrice Tina Fey.
Alex amène à Dawn une malle pleine de ses affaires qui ont été agrandies par magie pour aller avec sa taille de géante. Alex découvre dans la malle une photo de Dawn et Kenny, celui qui est censé l'avoir fait grandir...
Buffy demande alors à Willow des nouvelles de Kennedy, mais Willow reste évasive sur le sujet.
Elles arrivent enfin à la demeure du démon, qui est gardée par une jeune femme, Robin. Robin met en garde les deux jeunes femmes et leur demande de ne pas utiliser la magie une fois à l’intérieur.
Buffy et Willow pénètrent à l'intérieur de la maison et font face à un escalier sans fin qu'elles suivent, jusqu'à ce que le démon fasse son entrée fracassante. Il explique que le twilight annonce la fin de tout ce qui est magique sur terre...
Dawn avoue à Alex qu'elle n'a pas couché avec Kenny, mais qu'elle l'a trompé avec son co-locataire... Le démon montre à Willow et Buffy une chose que chacune d'elles cache à l'autre. On découvre alors que Buffy et les tueuses ont cambriolé une banque pour financer leurs opérations et tout le matériel dont elles bénéficient à présent.
On voit aussi que Willow s'est laissé séduire par une sirène mystique.
c'est alors que Buffy et Willow font face à une vision du futur : Buffy battue à mort gisant au sol et en pleure.
Robin apparaît alors et leur confie que c'est la trahison qui mènera à ça, la plus improbable, la plus proche de Buffy. Elle les prévient ensuite qu'une interférence va avoir lieu avant de partir.
Buffy pense aussitôt que la personne la plus proche d'elle qui pourrait la trahir serait Willow.
Willow lui avoue alors pourquoi le sujet de kennedy est épineux.
Si elle n'avait pas ressuscité Buffy, Tara ne serait surement pas morte à cause de la balle perdue. C'est pourquoi elle veut tenir Kennedy éloigné de Buffy, craignant de perdre encore une fois la femme qu'elle aime. Cette révélation met un froid entre les deux amies, mais une fois que le démon refait son apparition elles font équipe pour le neutraliser, Willow utilisant sa magie.
La maison explose et Robin réussit à contenir l’énergie libérée.
À la suite de toutes ces révélations, Buffy et Willow s'en vont sur des chemins opposés...

## Clins d'œil
Giles évoque le « grand sorcier barbu de Northampton », ce qui est une allusion à Alan Moore. Le personnage porte un pull avec un grand sous-marin jaune, une référence à la chanson Yellow Submarine des Beatles.